# MY LIFE (KIX-Sの曲)
「MY LIFE」（マイ・ライフ）は、KIX-Sの6thシングル。1994年10月26日に、アポロン / Dreamixから発売された。

## 背景
表題曲は、アルバム『BODY』の先行シングルで、秩父宮賜杯 第26回全日本大学駅伝対校選手権大会テーマソングに使用された。

## 収録曲
| 全作詞: 浜口司、全作曲: 安宅美春、全編曲: 葉山たけし。 |                        |        |            |      |
| #                                                      | タイトル               | 作詞   | 作曲・編曲 | 時間 |
| 1.                                                     | 「MY LIFE」            | 浜口司 | 安宅美春   | 5:03 |
| 2.                                                     | 「Secret Love」        | 浜口司 | 安宅美春   | 4:14 |
| 3.                                                     | 「MY LIFE」(Vocalless) | 浜口司 | 安宅美春   | 5:03 |
| 合計時間:                                              | 合計時間:              | 14:20  |            |      |